# Kovali, Jovkva
Kovali (în ucraineană Ковалі) este un sat în comuna Deveatîr din raionul Jovkva, regiunea Liov, Ucraina.

## Demografie
Componența lingvistică a localității Kovali
     Ucraineană (99,14%)
     Alte limbi (0,86%)
Conform recensământului din 2001, majoritatea populației localității Kovali era vorbitoare de ucraineană (99,14%), existând în minoritate și vorbitori de alte limbi.